# Bupalus kolleri
Bupalus kolleri là một loài bướm đêm trong họ Geometridae.